# Schloss Haus (Wartberg ob der Aist)

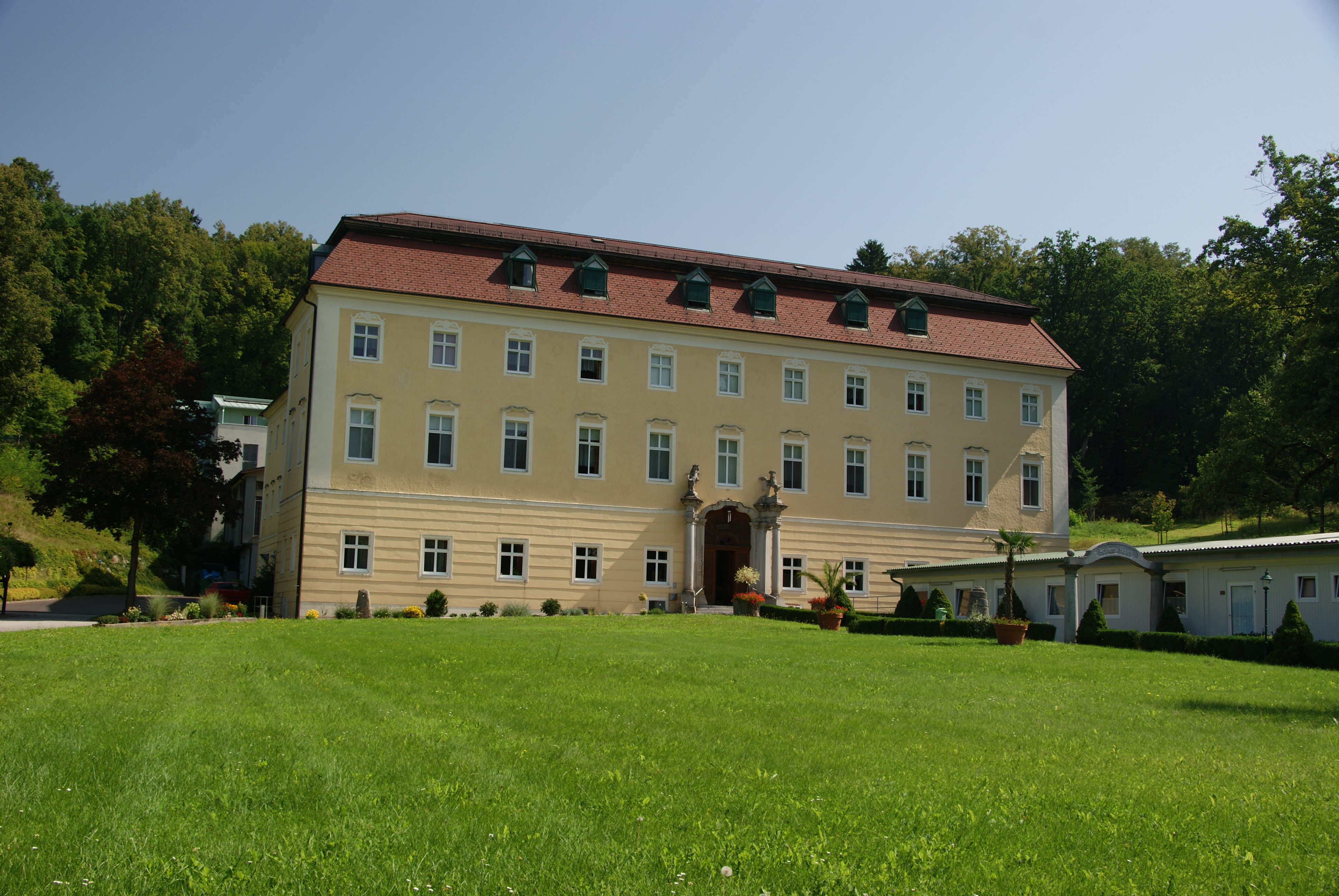
Schloss Haus

Das Schloss Haus ist eine ehemalige Schlossanlage in Oberösterreich und liegt südlich des Ortes Wartberg ob der Aist im Mühlviertel. Der Vorgängerbau war eine Burg, die den Herren Haus gehörte. Der heutige, dreiflügelige Bau stammt aus dem 18. Jahrhundert und dient seit 1947 als Pflege- und Betreuungsheim des Landes Oberösterreich.

## Geschichte
Benannt ist das Schloss nach dem Geschlecht der Hauser, die Burggrafen in Steyr waren. Um 1291 wurde erstmals ein Ulrich von Haus erwähnt. Es wird vermutet, dass die erste Burg Haus näher bei der Aist lag, der Ortsname Altenhaus weist auf diesen Standort hin. Im 13. Jahrhundert war Burg Haus gefürchtet, da die Hauser Raubritter waren. Mitunter täuschten sie die zahlreichen Händler, indem sie die Hufeisen verkehrt herum auf die Pferdehufe schlugen. Der Weg von Pregarten nach Mauthausen war damals ein wichtiger Handelsweg.

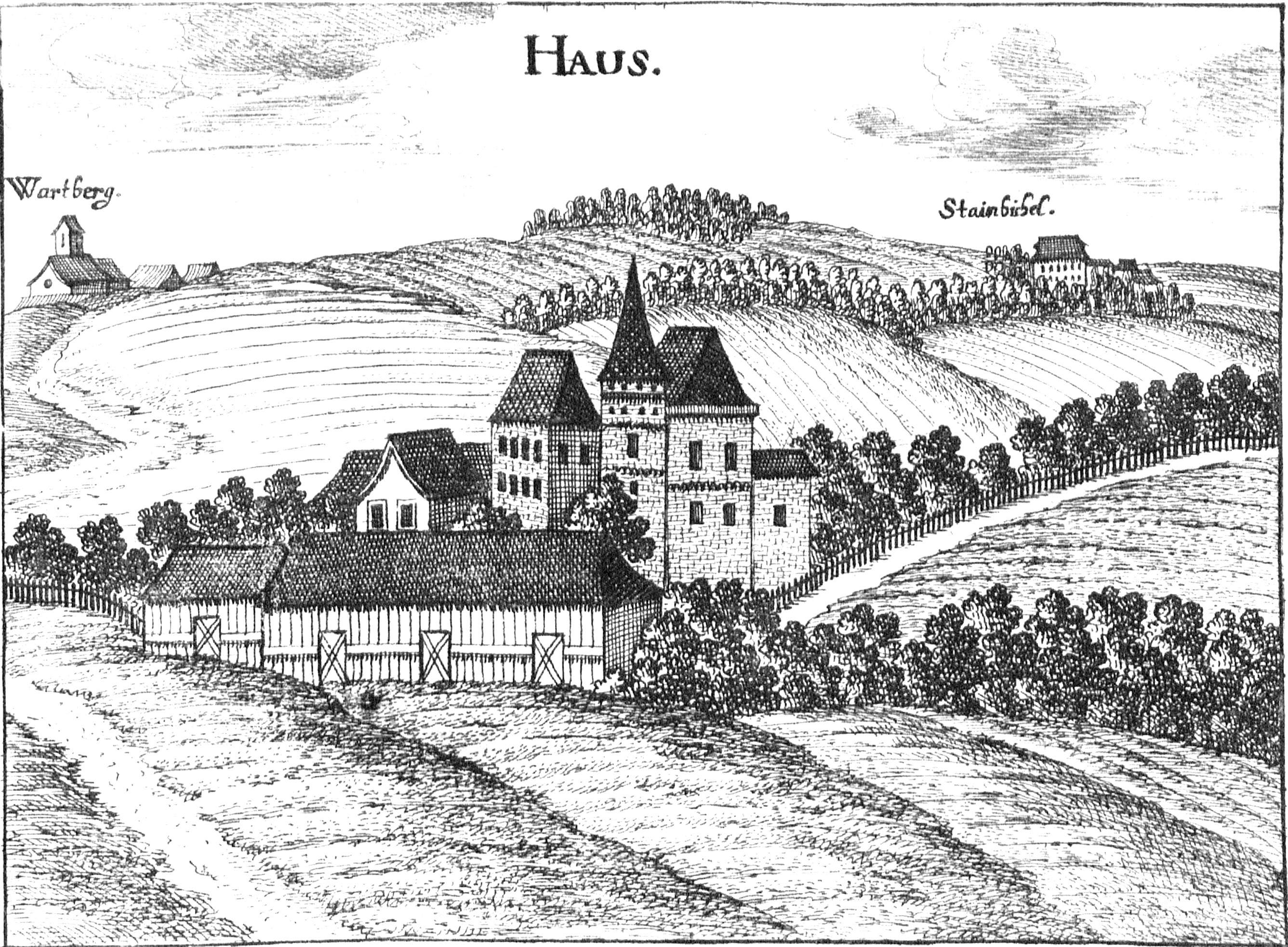
Schloss Haus nach einer Radierung von Georg Matthäus Vischer von 1674

Im 14. Jahrhundert war das Schloss ein landesfürstliches Lehen der Herrschaft Freistadt. Der erste urkundlich bestätigte Besitzer war Andre Hauzenberger, dem die Burg 1391 gehörte. Um 1452 scheint Ritter Hannes von Sinzendorf als Besitzer auf. Nach dem Aussterben der männlichen Linie der Sinzendorfer kam Haus durch Heirat an die Familie Schweinböck (auch: Schweinpeck). Adam Schweinböck verkaufte das Schloss 1542 an Georg von Landau. Sein Sohn Hannes (1535–1575) wurde durch den Besitz der Burg Rappottenstein in den Freiherrenstand mit dem Titel Freiherr zu Haus und Rappottenstein erhoben. Hannes von Landau liegt in der Pfarrkirche Wartberg begraben.
Bis 1620 blieb Haus in der Familie Landau, die zum Protestantismus gewechselt war. Wegen Teilnahme am Adelsaufstand und im Zuge der Gegenreformation verlor die Familie das Schloss durch Konfiskation und 1621 kaufte es Graf Leonhard Helfrich von Meggau, der Landrichter zu Freistadt war. Durch einen Erbstreit fiel das Schloss an Graf Cavriani. 1708 übernahm Graf Gundaker Thomas von Starhemberg das Schloss, ließ es niederreißen und neu errichten. In den Jahren 1721 bis 1729 wurde das heutige, dreiflügelige Schloss vom Linzer Baumeister Michael Pruckmayr errichtet. Vor 1750 wurde das Schloss Amtssitz der Herrschaft Freistadt und verwaltete die Märkte: Gutau, Perg und Pregarten. Im 19. Jahrhundert wurden einige Umbauten am Schloss vorgenommen. Bis 1948 blieb es im Starhembergischen Besitz, auch als 1848 das Schloss durch die Aufhebung der Grundherrschaft an Bedeutung verlor. 1872 wurde eine Haltestelle Schloss Haus im Zuge des Baus der Summerauer Bahn errichtet, die Haltestelle befindet sich rund 300 Meter südwestlich des Schlosses.
Schloss Haus wurde 1896 an den Maler Jakob Weeser-Krell verpachtet. Die von ihm eingerichtete Kunstanstalt existierte bis 1911. Danach stand das Schloss für Wohlfahrtszwecke zur Verfügung. Im Ersten Weltkrieg wurde ein Lazarett im Schloss eingerichtet. In den Jahren 1920 bis Mai 1945 wurde es als Kinderheim verwendet. Es wurde von der sowjetischen Besatzungsmacht als Kaserne in Anspruch genommen und im Jahr 1947 vom Land Oberösterreich gekauft. 1947 wurde das Schloss in eine Pflege- und Betreuungsanstalt umgewandelt.

## Bau
Das Schloss ist ein zweigeschoßiger Bau. Der Eingangsbereich wird von zwei Löwen geprägt, die auf je einer Säule stehen. Diese Löwen stehen auf ihren Hinterbeinen und halten das Wappenschild von Graf Gundaker Thomas von Starhemberg. Über dem Eingang ist das oberösterreichische Landeswappen angebracht, das Land Oberösterreich ist der heutige Besitzer.
In der Empfangshalle steht eine alte Ritterrüstung und der Innenhof hat einen Säulengang.